# Emma Villas Volley 2018-2019
Questa voce raccoglie le informazioni riguardanti l'Emma Villas Volley nelle competizioni ufficiali della stagione 2018-2019.

## Organigramma societario
Area direttiva
- Presidente: Giammarco Bisogno
- Vicepresidente: Guglielmo Ascheri
- Direttore generale: Vittorio Sacripanti (fino al 23 gennaio 2019)
- Amministrazione: Monia Lupi
- Dirigente: Flavio D'Ascenzi
- Direttore commerciale: Guglielmo Ascheri

Area organizzativa
- Direttore sportivo: Fabio Mechini
- Gestione squadra: Marco Benocci
- Logistica: Andrea Di Marco

Area tecnica
- Allenatore: Juan Manuel Cichello (fino al 17 dicembre 2018), Emanuele Zanini (dal 18 dicembre 2018, fino al 22 gennaio 2019), Juan Manuel Cichello (dal 22 gennaio 2019)
- Allenatore in seconda: Leonardo Castellaneta
- Scout man: Ivan Contrario
- Responsabile settore giovanile: Luigi Banella
- Coordinatore settore giovanile: Michele Delvecchio

Area comunicazione
- Addetto stampa: Gennaro Groppa
- Responsabile comunicazione: Chiara Li Volti
- Fotografo: Paolo Lazzeroni
- Video e media: Lorenzo Biancardi, Gabriele Leprini
- Speaker: Giacomo Muzzi

Area marketing
- Biglietteria: Benedetti Collini

Area sanitaria
- Medico: Mauro Picchi, Walter Vannuccini
- Preparatore atletico: Omar Fabian Pelillo
- Fisioterapista: Francesco Alfatti, Francesca Squarzolo

## Rosa
| N° | Nome                  | Ruolo | Data di nascita   | Nazionalità sportiva |
| -- | --------------------- | ----- | ----------------- | -------------------- |
| 1  | Matías Giraudo        | P     | 13 marzo 1998     | Italia               |
| 2  | Lorenzo Cortesia      | C     | 26 luglio 1999    | Italia               |
| 3  | Vincenzo Spadavecchia | C     | 1º agosto 1993    | Italia               |
| 4  | Saeid Marouf          | P     | 20 ottobre 1985   | Iran                 |
| 7  | Andrea Giovi          | L     | 19 agosto 1983    | Italia               |
| 8  | Jurij Hladyr          | C     | 8 luglio 1984     | Polonia              |
| 9  | Filippo Vedovotto     | S     | 2 dicembre 1990   | Italia               |
| 10 | Andrea Mattei         | C     | 23 luglio 1993    | Italia               |
| 11 | Lorenzo Caldelli      | L     | 9 dicembre 1993   | Italia               |
| 12 | Simon Van de Voorde   | C     | 19 dicembre 1989  | Belgio               |
| 14 | Yūki Ishikawa         | S     | 11 dicembre 1995  | Giappone             |
| 15 | Michele Fedrizzi      | S     | 21 maggio 1991    | Italia               |
| 16 | Germán Johansen       | S     | 2 settembre 1995  | Argentina            |
| 17 | Gabriele Maruotti     | S     | 25 marzo 1988     | Italia               |
| 19 | Fernando Hernández    | S/O   | 11 settembre 1989 | Cuba                 |
| 24 | Matteo Chiappa        | L     | 6 luglio 1993     | Italia               |
| 82 | Cristian Savani       | S     | 22 febbraio 1982  | Italia               |

## Risultati

### Superlega

#### Girone di andata
| 1ª giornata - 14 ottobre 2018 PalaTrento, Trento                 | Trentino           | 3 - 0 | Emma Villas        | 25-20, 25-20, 25-22               |
| 2ª giornata - 23 ottobre 2018 PalaMensSana, Siena                | Emma Villas        | 2 - 3 | Callipo            | 32-30, 23-25, 30-32, 25-18, 13-15 |
| 3ª giornata - 28 ottobre 2018 PalaMensSana, Siena                | Emma Villas        | 2 - 3 | Argos              | 25-22, 23-25, 22-25, 25-22, 11-15 |
| 4ª giornata - 1º novembre 2018 PalaBarbuto, Napoli               | Top Volley Latina  | 3 - 1 | Emma Villas        | 25-19, 25-18, 22-25, 25-22        |
| 5ª giornata - 4 novembre 2018 PalaEvangelisti, Perugia           | Sir Safety Perugia | 3 - 1 | Emma Villas        | 23-25, 25-11, 30-28, 25-20        |
| 6ª giornata - 8 novembre 2018 PalaMensSana, Siena                | Emma Villas        | 2 - 3 | BluVolley Verona   | 31-29, 15-25, 25-18, 18-25, 16-18 |
| 7ª giornata - 11 novembre 2018 Palasport San Lazzaro, Padova     | Padova             | 3 - 1 | Emma Villas        | 26-24, 20-25, 25-23, 25-17        |
| 8ª giornata - 18 novembre 2018 PalaMensSana, Siena               | Emma Villas        | 3 - 2 | Powervolley Milano | 25-23, 19-25, 25-20, 20-25, 15-13 |
| 9ª giornata - 14 novembre 2018 PalaCivitanova, Civitanova Marche | Lube               | 3 - 1 | Emma Villas        | 32-30, 25-15, 20-25, 25-18        |
| 10ª giornata - 2 dicembre 2018 PalaMensSana, Siena               | Emma Villas        | 3 - 1 | New Mater          | 30-28, 25-23, 21-25, 25-21        |
| 11ª giornata - 8 dicembre 2018 PalaPanini, Modena                | Modena             | 3 - 2 | Emma Villas        | 23-25, 25-22, 29-31, 25-22, 15-8  |
| 12ª giornata - 16 dicembre 2018 PalaMensSana, Siena              | Emma Villas        | 1 - 3 | Milano             | 24-26, 24-26, 25-19, 18-25        |
| 13ª giornata - 23 dicembre 2018 PalaDeAndré, Ravenna             | Porto Robur Costa  | 3 - 2 | Emma Villas        | 22-25, 25-23, 18-25, 25-19, 19-17 |

#### Girone di ritorno
| 1ª giornata - 26 dicembre 2018 PalaMensSana, Siena           | Emma Villas        | 1 - 3 | Trentino           | 25-21, 17-25, 17-25, 16-25        |
| 2ª giornata - 13 dicembre 2018 PalaValentia, Vibo Valentia   | Callipo            | 3 - 0 | Emma Villas        | 25-22, 25-17, 26-24               |
| 3ª giornata - 8 febbraio 2019 PalaCoccia, Veroli             | Argos              | 3 - 2 | Emma Villas        | 21-25, 28-26, 23-25, 25-21, 15-10 |
| 4ª giornata - 13 gennaio 2019 PalaMensSana, Siena            | Emma Villas        | 2 - 3 | Top Volley Latina  | 23-25, 25-20, 24-26, 25-17, 12-15 |
| 5ª giornata - 20 gennaio 2019 PalaMensSana, Siena            | Emma Villas        | 0 - 3 | Sir Safety Perugia | 20-25, 20-25, 18-25               |
| 6ª giornata - 27 gennaio 2019 PalaOlimpia, Verona            | BluVolley Verona   | 3 - 1 | Emma Villas        | 25-22, 25-20, 22-25, 25-22        |
| 7ª giornata - 2 febbraio 2019 PalaMensSana, Siena            | Emma Villas        | 2 - 3 | Padova             | 21-25, 22-25, 25-21, 25-18, 11-15 |
| 8ª giornata - 16 febbraio 2019 PalaPiantanida, Busto Arsizio | Powervolley Milano | 3 - 1 | Emma Villas        | 18-25, 25-12, 32-30, 25-22        |
| 9ª giornata - 24 febbraio 2019 PalaMensSana, Siena           | Emma Villas        | 1 - 3 | Lube               | 13-25, 20-25, 28-26, 21-25        |
| 10ª giornata - 2 marzo 2019 PalaFlorio, Bari                 | New Mater          | 3 - 2 | Emma Villas        | 28-26, 23-25, 16-25, 25-22, 15-13 |
| 11ª giornata - 10 marzo 2019 PalaMensSana, Siena             | Emma Villas        | 2 - 3 | Modena             | 14-25, 19-25, 29-27, 30-28, 9-15  |
| 12ª giornata - 16 marzo 2019 Palazzetto dello Sport, Monza   | Milano             | 3 - 1 | Emma Villas        | 22-25, 25-23, 25-19, 25-20        |
| 13ª giornata - 24 marzo 2019 PalaMensSana, Siena             | Emma Villas        | 3 - 2 | Porto Robur Costa  | 18-25, 25-23, 26-28, 25-14, 15-12 |

## Statistiche

### Statistiche di squadra
| Competizione | Punti | In casa | In casa | In casa | In trasferta | In trasferta | In trasferta | Totale | Totale | Totale |
| Competizione | Punti | G       | V       | P       | G            | V            | P            | G      | V      | P      |
| ------------ | ----- | ------- | ------- | ------- | ------------ | ------------ | ------------ | ------ | ------ | ------ |
| Superlega    | 17    | 13      | 3       | 10      | 13           | 0            | 13           | 26     | 3      | 23     |
| Totale       | -     | 13      | 3       | 10      | 13           | 0            | 13           | 26     | 3      | 23     |

G = partite giocate; V = partite vinte; P = partite perse

### Statistiche dei giocatori
| Giocatore        | Serie A1 | Serie A1 | Serie A1 | Serie A1 | Serie A1 | Totale | Totale | Totale | Totale | Totale |
| Giocatore        | P        | PT       | AV       | MV       | BV       | P      | PT     | AV     | MV     | BV     |
| ---------------- | -------- | -------- | -------- | -------- | -------- | ------ | ------ | ------ | ------ | ------ |
| L. Caldelli      | 4        | 0        | 0        | 0        | 0        | 4      | 0      | 0      | 0      | 0      |
| M. Chiappa       | -        | -        | -        | -        | -        | -      | -      | -      | -      | -      |
| L. Cortesia      | 22       | 57       | 41       | 13       | 3        | 22     | 57     | 41     | 13     | 3      |
| M. Fedrizzi      | 8        | 15       | 8        | 1        | 6        | 8      | 15     | 8      | 1      | 6      |
| A. Giovi         | 26       | 0        | 0        | 0        | 0        | 26     | 0      | 0      | 0      | 0      |
| M. Giraudo       | 24       | 9        | 5        | 4        | 0        | 24     | 9      | 5      | 4      | 0      |
| F. Hernández     | 26       | 561      | 484      | 37       | 40       | 26     | 561    | 484    | 37     | 40     |
| J. Hladyr        | 25       | 226      | 140      | 37       | 49       | 25     | 226    | 140    | 37     | 49     |
| Y. Ishikawa      | 26       | 376      | 310      | 37       | 29       | 26     | 376    | 310    | 37     | 29     |
| G. Johansen      | 4        | 3        | 1        | 0        | 2        | 4      | 3      | 1      | 0      | 2      |
| S. Marouf        | 26       | 51       | 34       | 9        | 8        | 26     | 51     | 34     | 9      | 8      |
| G. Maruotti      | 25       | 195      | 161      | 26       | 8        | 25     | 195    | 161    | 26     | 8      |
| A. Mattei        | 11       | 21       | 16       | 3        | 2        | 11     | 21     | 16     | 3      | 2      |
| C. Savani        | 11       | 88       | 77       | 8        | 3        | 11     | 88     | 77     | 8      | 3      |
| V. Spadavecchia  | 20       | 85       | 55       | 26       | 4        | 20     | 85     | 55     | 26     | 4      |
| S. Van de Voorde | 10       | 42       | 27       | 11       | 4        | 10     | 42     | 27     | 11     | 4      |
| F. Vedovotto     | 18       | 8        | 8        | 0        | 0        | 18     | 8      | 8      | 0      | 0      |

P = presenze; PT = punti totali; AV = attacchi vincenti; MV = muri vincenti; BV = battute vincenti